# Sonate pour piano no 19 de Beethoven
Pour les articles homonymes, voir Sonate pour piano (homonymie).
La Sonate pour piano no 19 en sol mineur, opus 49 no 1, de Ludwig van Beethoven, fut composée en 1798 peu avant la Sonate pathétique. Elle ne parut qu'en 1805 en même temps que la no 20, ce qui explique son numéro d'opus avancé.
Elle est intitulée « Sonate facile » (Leichte Sonate), et parfois qualifiée de « Sonatine ». Elle comporte deux mouvements et dure environ huit minutes :
1. Andante
2. Rondo. Allegro

## Andante
Le premier mouvement est de forme sonate classique, en sol mineur. Il n'y a cependant presque aucun développement entre l'exposition des deux thèmes et la réexposition. Le mouvement se termine par une brève coda conclue par une tierce picarde. 

## Rondo. Allegro
Le rondo-finale, en mesure ternaire, démarre en sol majeur. Quelques épisodes contrastés empruntent les tonalités de sol mineur et si bémol majeur avant un retour à la tonalité de sol majeur.